# Samarate
Samarate (Samaràa in dialetto varesotto) è un comune italiano di 16 172 abitanti della provincia di Varese in Lombardia, il cui nome deriverebbe da un nome antico di persona (Samerius o simili), oppure dal sistema di denominazione dei villaggi celti, spesso terminanti con -ate.
Il 2 febbraio 2009 Samarate è stata insignita del titolo di città.
Dal 2001 è gemellata con Yeovil (Inghilterra).
La frazione di Cascina Costa è sede di Leonardo Helicopters, ex AgustaWestland, fra i più grandi produttori mondiali di elicotteri.

## Geografia fisica

### Geologia e idrografia
Morfologicamente, il territorio di Samarate è caratterizzato dall'ambiente pianeggiante tipico della pianura padana, prevalentemente adatto a boschi o coltivazioni. L'altitudine si aggira attorno ai 221 m s.m.l..
Punto focale dell'idrografia locale è costituito dal torrente Arno, un tempo, e ancora oggi, pericoloso portatore di inondazioni dannose al paese ed ai campi circostanti, arginate quasi definitivamente da fine Ottocento.

### Sismologia
Dal punto di vista sismico Samarate presenta un rischio molto basso ed è stata classificata come il comune zona 4 (bassa sismicità) dalla protezione civile nazionale.

### Clima
Il clima di Samarate è quello caratteristico delle pianure settentrionali italiane con inverni freddi e abbastanza rigidi ed estati che risentono di elevate temperature; la piovosità si concentra principalmente in autunno e in primavera. Il paese appartiene alla zona climatica E.

## Storia

### Le origini
L'area di Samarate venne abitata sin dai tempi più antichi e le prime testimonianze archeologiche risalgono all'Età del Ferro.
A partire dal VII secolo a.C. avvennero i primi contatti con la civiltà etrusca, periodo a cui risale la patera in terracotta ritrovata sul territorio samaratese che riporta nella parte esterna nomi propri di persone del luogo in alfabeto celtico-ligure, una commistione tra l'idioma locale e la lingua etrusca.
Dopo il periodo gallo-celtico, tra il III ed il II secolo a.C. l'area di Samarate venne conquistata dai Romani che lasciarono nel paese diverse tombe oltre a piccoli aggregati abitativi.

### Il periodo medievale
Il primo documento scritto del territorio di Samarate risale al 973 d.C. e consiste in una pergamena (conservata oggi presso l'archivio della chiesa di Santa Maria di Novara) che documenta la permuta di alcuni beni posti tra Samarate e Lonate Pozzolo, fra Aupaldo, vescovo di Novara, e tale Celso o Celsone di Lonate. In tale documento, inoltre, appare per la prima volta il nome di Samarate. L'etimologia del nome sembrerebbe da ricondursi al culto dei santi milanesi Gervasio e Protasio introdotto a Samarate con la costruzione della chiesa parrocchiale, ascrivibile al XIII secolo. La definizione latina appunto dei due santi come sancti martyri ("santi martiri") sarebbe appunto da ricondurre all'etimologia del nome di Samarate, ma l’altra ipotesi è da ricondurre alle denominazioni dei villaggi celti che spesso, come in questo caso, terminavano con -ate.
L'influenza di Milano dal XII secolo si fece sempre più evidente con la conquista del territorio samaratese ad opera dei Visconti. Nel neonato Stato milanese, molti furono i samaratesi ad eccellere in posti di rilievo a evidenziare il ruolo importante ricoperto dal borgo. Nel 1226 Bochino de Samarate era console a Milano, e nel 1233 Engilfredo de Samarate viene indicato come console di giustizia.
Nel 1455 l'arcivescovo milanese Gabriele Sforza si recò in visita pastorale a Samarate, riportando per la prima volta l'esistenza di ben due chiese, la parrocchiale dei Santi Gervaso e Protaso e la chiesa minore di San Salvatore.

### Dagli albori dell'epoca moderna alla fine del Seicento

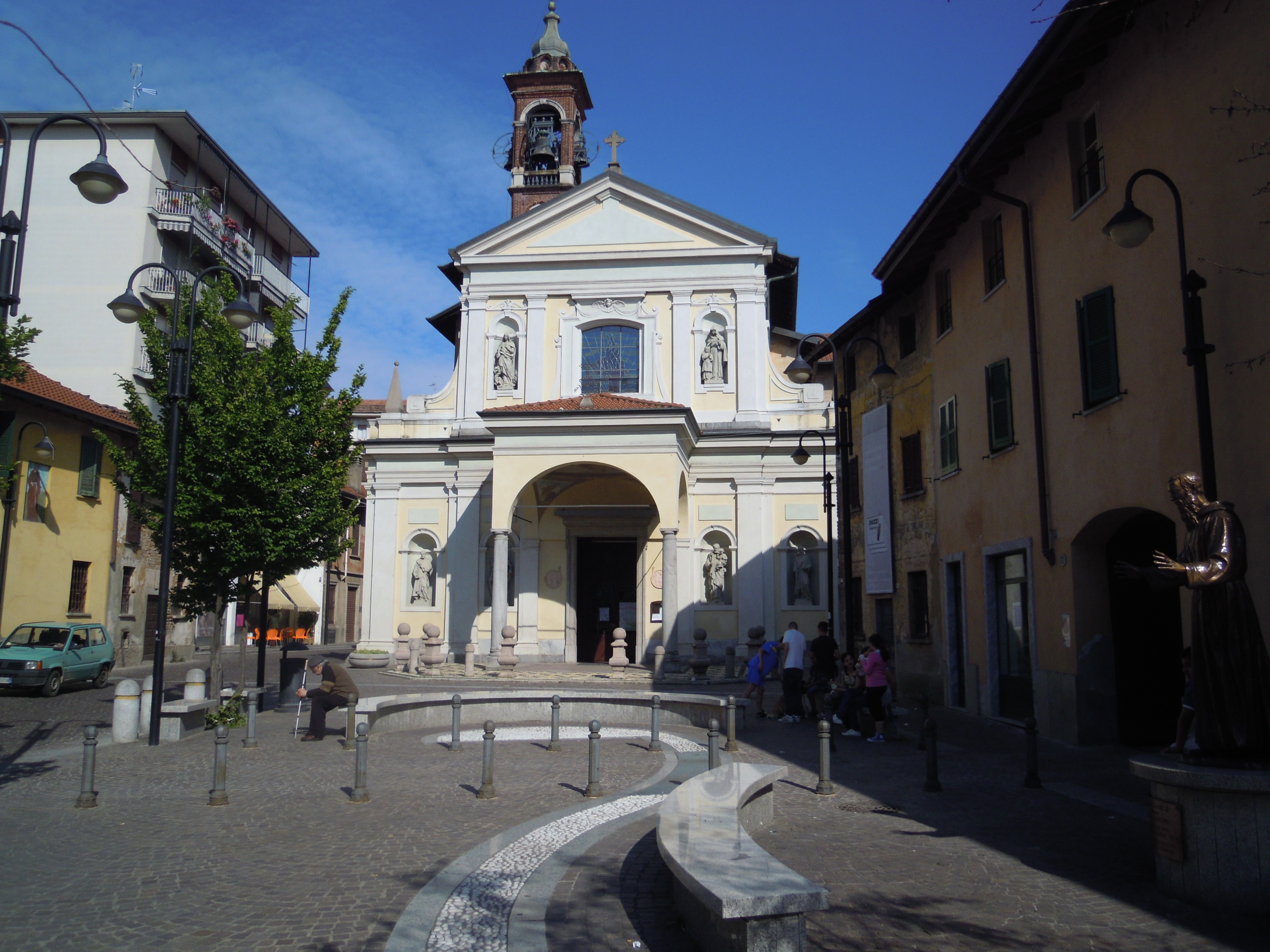
La Chiesa di San Macario, che ospita le reliquie del santo.

Nel 1500 il paese è colpito dalla peste, mentre nel 1503 i mercenari svizzeri chiamati da Ludovico il Moro a difendere il ducato, dopo la sconfitta degli Sforza, si danno al saccheggio dell'area di Samarate, seguite poi dalle devastazioni compiute da francesi e spagnoli.
Sul finire del Cinquecento, a Samarate si insedia un monastero maschile ed uno femminile diretti dall'ordine degli Umiliati. San Carlo Borromeo onora la borgata con la visita in due occasioni, una nel 1570 ed una nel 1576 ove in entrambi i casi si ravvisa il fatto che la chiesa parrocchiale è stata spostata nella più adeguata e moderna sede di San Salvatore. Oltre all'antica chiesa dei Santi Gervaso e Protaso, si sono aggiunte le cappelle minori di San Rocco, di Santa Maria e di San Bernardo, oltre all'antica chiesa di Santa Maria di Verghera.
Nel 1610 sarà la volta della visita pastorale del cardinale Federico Borromeo che, durante la sua sosta in paese, consentirà l'erezione di una parrocchia autonoma presso la Cascina del Manzo.
Nel 1630 anche Samarate viene colpita dalla grande ondata di pestilenza che mette in ginocchio il milanese ed il paese riesce a riprendersi solo a partire dalla seconda metà del Seicento a causa di un evento di carattere religioso. Nel 1673, infatti, alla parrocchia di Samarate giungono le reliquie di San Macario ritrovate nelle catacombe di Roma. L'urna contenente il corpo del santo viene a trovarsi dapprima nella chiesa di Cascina del Manzo, mutando il nome della frazione in San Macario come ancora oggi è nota.

### Dal Settecento all'Ottocento
Nel Settecento, Samarate ricade sotto il Ducato di Milano austriaco ed inaugura la storia del nuovo secolo all'insegna di una serie di opere pubbliche realizzate in loco. Il torrente Arno, che da circa due secoli devastava le aree del samaratese con le continue piene e straripamenti, subisce dei lavori di consolidamento degli argini. Per far ciò tra il 1766 ed il 1767 vengono demolite alcune chiuse di epoca rinascimentale costruite a sud di Gallarate ed il letto del fiume venne abbassato di circa due metri.
Nel fervore delle ricostruzioni, nel 1760 viene anche restaurata la chiesa parrocchiale di San Salvatore che però, per la struttura antica e danneggiata in più parti, viene ritenuta inadeguata per supportare nuovi lavori e la crescente massa di fedeli in città. Pertanto si dà inizio alla demolizione della struttura e viene costruita una nuova chiesa inaugurata nel 1779 e dedicata alla Santissima Trinità nel 1780. Il progetto della nuova chiesa, in forme tardo-barocche, venne affidato a Giulio Galliori, già architetto della fabbrica del Duomo di Milano.

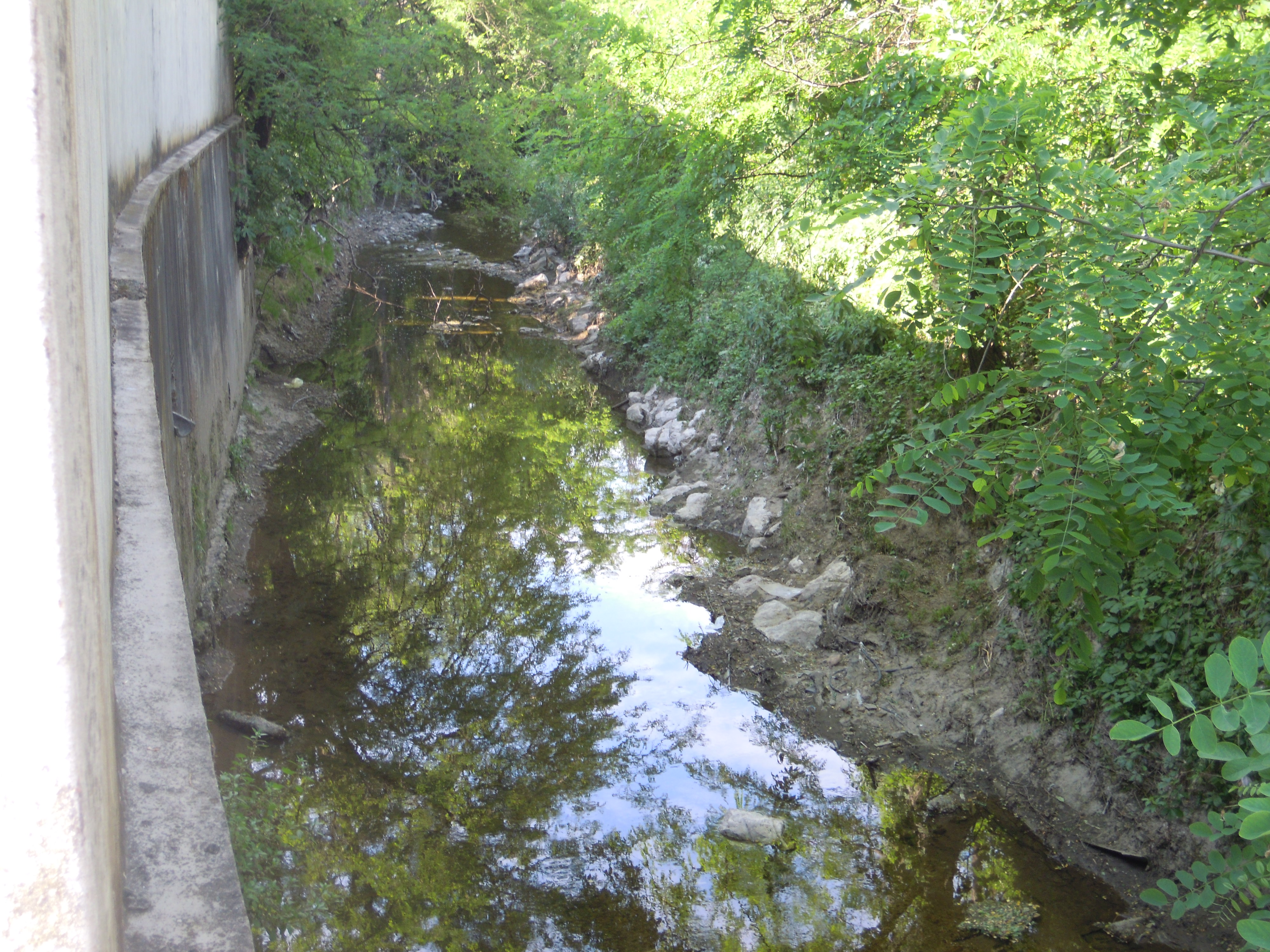
Il torrente Arno, che attraversa la città.

### L'Ottocento
Nel 1822 viene aperta a Samarate la prima scuola maschile statale e nel 1843 ne viene aperta una seconda, femminile. Contemporaneamente, avviene la creazione di nuove industrie in campo manifatturiero, tessile e cotoniero grazie soprattutto alle floride coltivazioni di alberi di gelso per l'allevamento di bachi da seta e lo sviluppo di centri industriali vicini come Busto Arsizio.
Samarate contribuì alla storia d'Italia di quegli anni inviando nel 1848 un piccolo contingente di volontari alle Cinque giornate di Milano, guidati dall'ingegner Masera. L'impegno si rinnoverà nel 1859, quando il paese si doterà anche di una propria guardia nazionale di 130 militi volontari capitanati dal dottor Ercole Ferrario.
Il 7 marzo 1869 la vicina frazione di Verghera viene accorpata al comune di Samarate e la stessa città viene inserita nel mandamento di Gallarate, nella provincia di Milano. Nel 1887 la chiesa parrocchiale viene dotata di un monumentale campanile in stile.

### Il Novecento

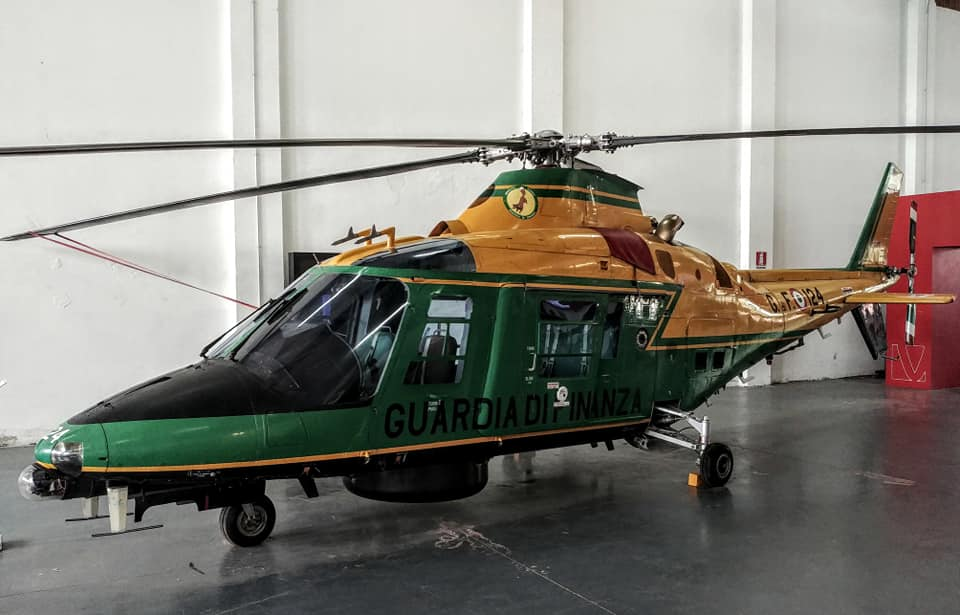
Elicottero Agusta A109 prodotto negli anni '80 negli stabilimenti di Cascina Costa ed oggi conservato al parco e museo di Volandia.

Nel 1927 Samarate entra a far parte della neonata provincia di Varese anche in virtù del suo sviluppo economico e sociale che dai primi anni del nuovo secolo ha investito l'abitato, ovvero la diffusione dell'industria meccanica locale.
Nel corso della prima guerra mondiale Samarate sacrifica 86 caduti alla causa nazionale, oltre a contare 29 mutilati ed invalidi di guerra e un totale di 8 decorati al valore.
Nel dicembre 1917 a Cascina Costa oltre al Campo scuola piloti da caccia (sui Nieuport) vi era una locale Sezione Difesa con 3 Sergenti piloti che nel mese di gennaio 1918 passano nella 16ª Squadriglia.
Col ventennio fascista riprende il fervore delle opere pubbliche, tra cui la costruzione del palazzo municipale nel 1936, della colonia elioterapica locale, della palestra, della palazzina dell'Opera Balilla e dell'apertura di nuove strade.

### Simboli
Lo stemma e il gonfalone sono stati concessi con regio decreto del 2 settembre 1938. Lo stemma è partito: nel primo d'argento, alla croce di rosso; nel secondo di nero, al biscione d'argento, ingollante un bambino. Il gonfalone è un drappo di bianco.

## Monumenti e luoghi d'interesse

### Architetture religiose

#### Chiesa parrocchiale della Santissima Trinità

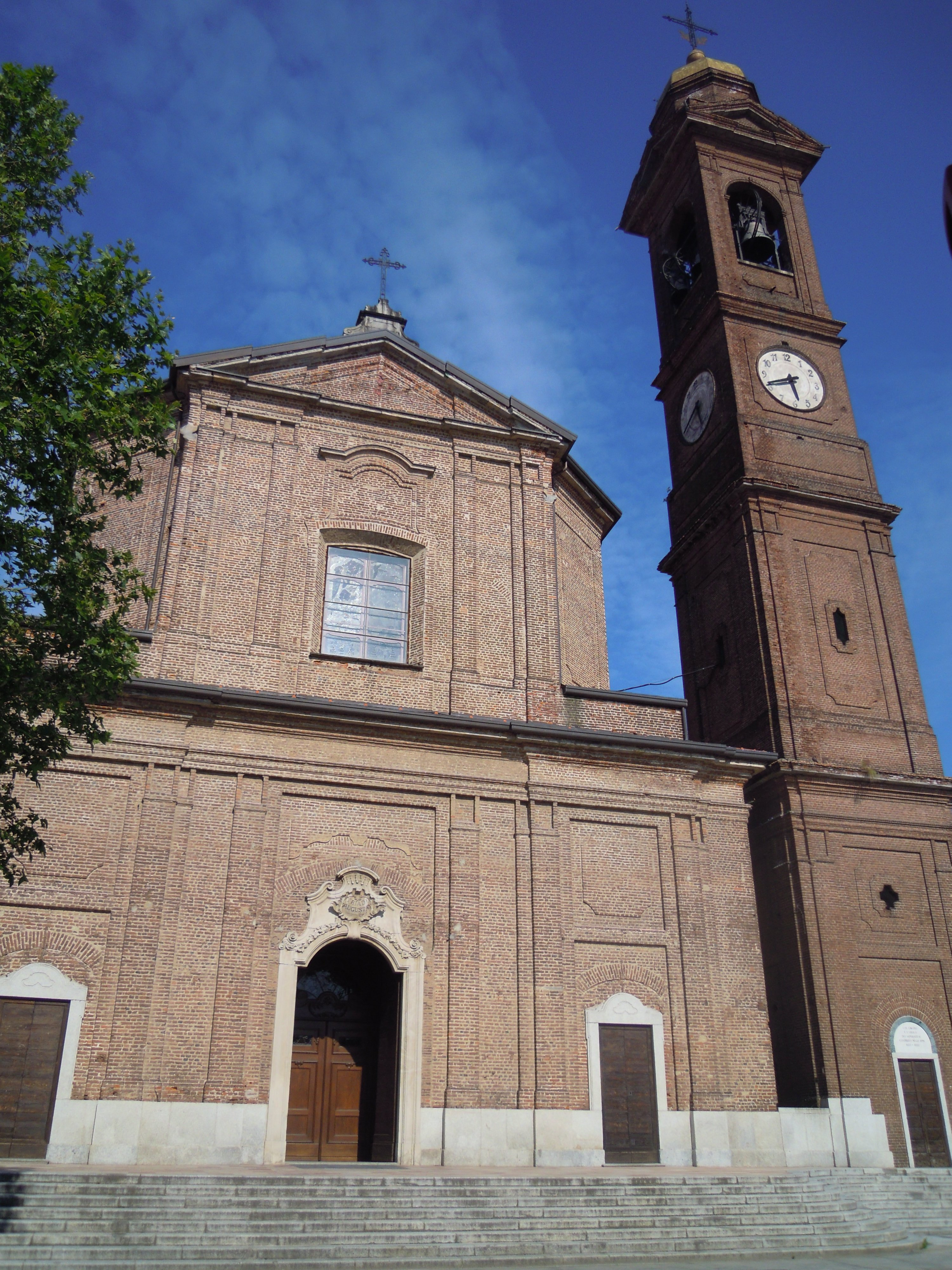
La chiesa della Santissima Trinità.

La chiesa parrocchiale della Santissima Trinità venne ricostruita tra il 1760 ed il 1779 ad opera dell'architetto Giulio Galliori sui resti di un precedente edificio dedicato a San Salvatore e ormai ridotto in rovina all'epoca della ricostruzione. L'esterno della chiesa è di stile barocco ed è realizzato in laterizio. L'interno della chiesa è decorato invece in stile rococò con stucchi d'epoca e diverse opere d'arte pittoriche realizzate tra i secoli XVI e XX tra cui alcuni dipinti di Melchiorre Gherardini, Biagio Bellotti e Mario Chiodo Grandi. L'altare maggiore venne realizzato nel Settecento in occasione della consacrazione della chiesa nel 1780 mentre il campanile venne aggiunto solo successivamente, a fine Ottocento.

#### Chiesa di San Macario o della Purificazione della Vergine Maria
L'antica chiesa della Purificazione di Maria Vergine venne realizzata nel XIV secolo, ma a partire dal XVI secolo cambiò denominazione nell'attuale di San Macario dopo aver accolto le spoglie del santo martire romano. L'antica chiesa venne pertanto demolita e ricostruita a partire dal 19 maggio 1610 assumendo forme barocche e poi nuovamente venendo ritoccata tra fine Ottocento e inizio Novecento. Sempre nel Settecento la chiesa venne dotata di un piccolo campanile ancora oggi visibile.

#### Oratorio di San Rocco
La chiesa di San Rocco di Samarate venne eretta in concomitanza al crescere della potenza dell'ordine degli Umiliati nel territorio. La struttura è datata sul finire del XV secolo quando la diffusione del culto del santo coincise con le epidemie di peste di fine secolo (nei pressi dell'oratorio vi era infatti il lazzaretto locale). La chiesa venne ricostruita completamente tra il 1680 ed il 1720 per volere del conte Giovanni Castiglioni, che però diede ordine di conservare un affresco cinquecentesco pur aggiungendovi stucchi e opere del XVIII secolo.

#### Chiesa della Natività di Maria Vergine (Verghera)

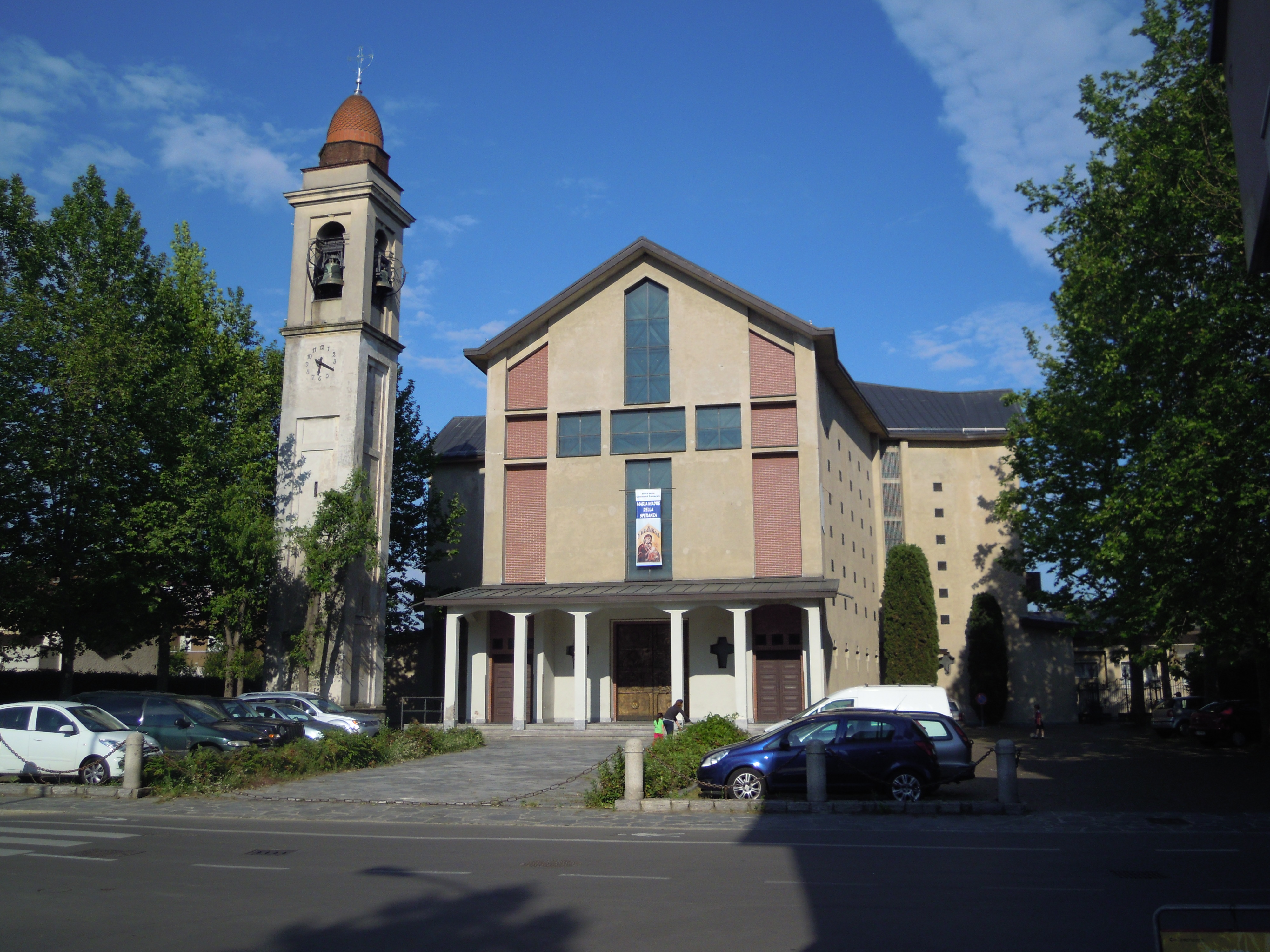
Chiesa della Natività di Maria Vergine

La chiesa fu costruita alla fine del 1300. L'erezione a parrocchia risale al 30 aprile 1394. Fu poi restaurata durante il periodo barocco e demolita nel 1960. All'interno della nuova chiesa si trovano alcune opere pittoriche provenienti dalla chiesa precedente, oltre all'organo Mascioni opus 1100.

### Architetture civili

#### Villa Archinto-Sommaruga
Eretta sul finire del XVIII secolo, la villa presenta uno stile tipicamente neoclassico e prima della costruzione dell'attuale palazzo municipale di epoca fascista, essa ospitò la sede dell'amministrazione locale.

#### Villino Ricci al Montevecchio

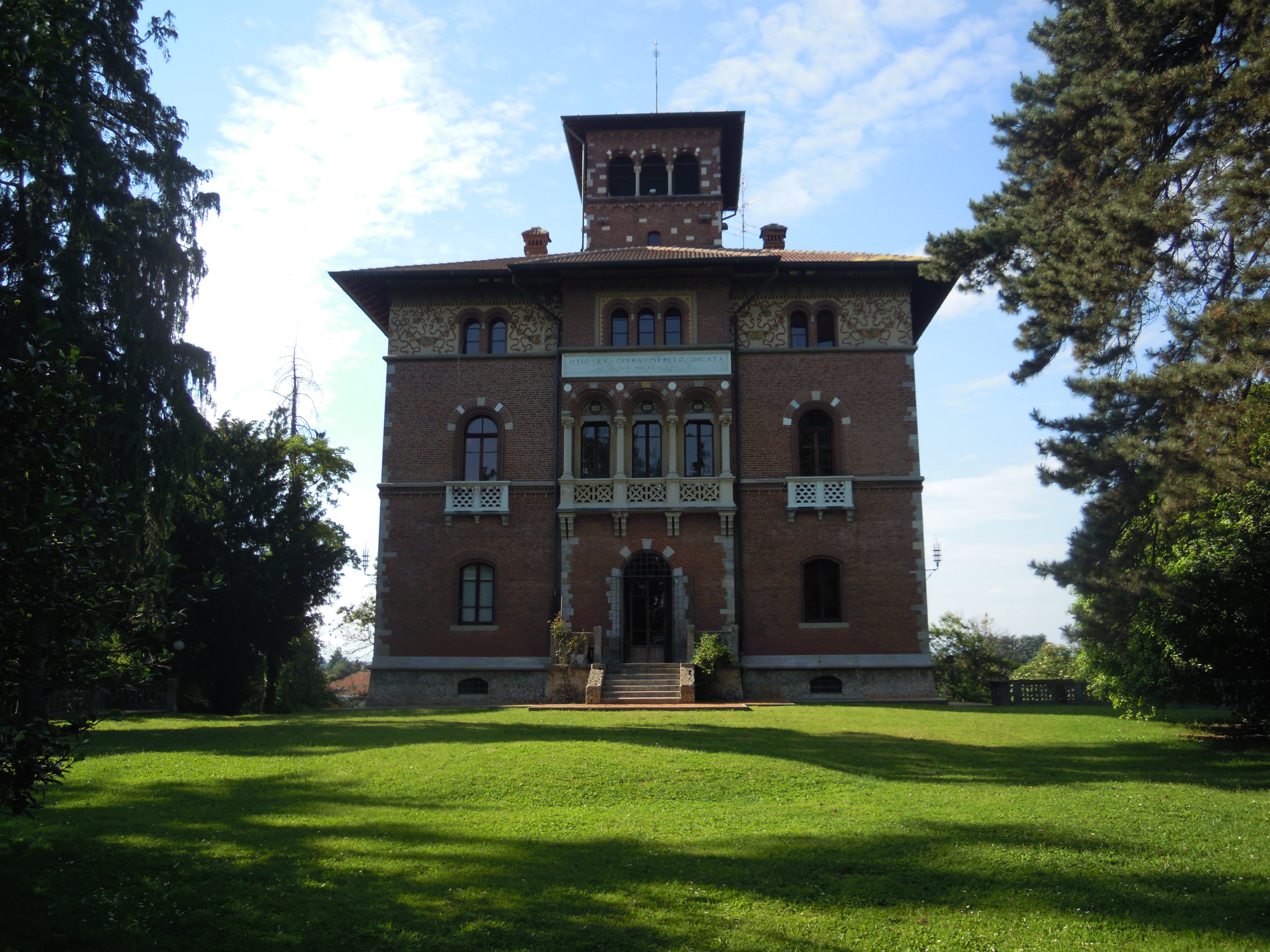
La Villa Montevecchio dal giardino antistante.

Realizzato sulla bassa altura detta "Montevecchio", il villino venne commissionato sul finire dell'Ottocento dal possidente cav. Carlo Ricci, industriale proprietario di una fabbrica di cappelli, all'architetto Cecilio Arpesani. L'edificazione della villa, eretta sul luogo di una precedente casa di famiglia abbandonata, terminò negli anni 1897-1898. In stile eclettico neomedievale, dal 1982 la villa è proprietà del comune di Samarate, che l'ha messa a disposizione di associazioni culturali per eventi e ritrovi. Fino al 2008 è stata la sede storica della Biblioteca Comunale (oggi situata del padiglione delle scuole Medie) e da allora la gestione è della villa è stata trasferita alla Fondazione Villa Montevecchio, istituita appositamente su iniziativa del comune. Nel 2009, la dimora è stata location della serie televisiva La villa Di Lato per la regia di Maccio Capatonda.
Circondata da un grande parco, la villa è impostata su un corpo di fabbrica a pianta quadrata, dal quale sporge una torretta. Ognuna delle due facciate principali della villa presenta una loggia. Internamente, la villa venne decorata all'interno alla maniera del XVI secolo dal pittore Ernesto Rusca, noto per avere decorato a graffiti il castello Sforzesco di Milano in quegli stessi anni.

#### Villa Guicciardi-Castelli
Costruita nel 1907, villa Guicciardi-Castelli è una struttura residenziale posta in posizione isolata rispetto all'agglomerato urbano. Essa venne costruita in pieno stile liberty e rappresenta ancora oggi uno dei più begli esempi di questo stile nell'area del Samarate.

## Società

### Evoluzione demografica
Abitanti censiti

### Etnie e minoranze straniere
Risiedono a Samarate 1 131 cittadini stranieri. Le comunità maggiormente rappresentate sono:
| Provenienza della popolazione straniera residente (dati ISTAT al 31 dicembre 2010) |     |
| Romania                                                                            | 247 |
| Albania                                                                            | 204 |
| Marocco                                                                            | 181 |
| Cina                                                                               | 68  |
| Pakistan                                                                           | 63  |
| Ecuador                                                                            | 45  |
| Macedonia                                                                          | 25  |
| Ucraina                                                                            | 24  |
| Egitto                                                                             | 19  |
| Tunisia                                                                            | 19  |
| Senegal                                                                            | 18  |
| Serbia                                                                             | 16  |
| Costa d'Avorio                                                                     | 16  |
| Ghana                                                                              | 16  |
| Sri Lanka                                                                          | 13  |
| Brasile                                                                            | 12  |
| Nigeria                                                                            | 11  |
| Cuba                                                                               | 9   |
| Siria                                                                              | 8   |
| Repubblica Dominicana                                                              | 7   |
| Regno Unito                                                                        | 6   |
| El Salvador                                                                        | 6   |
| Bulgaria                                                                           | 5   |
| Francia                                                                            | 5   |
| Ungheria                                                                           | 5   |
| Moldavia                                                                           | 5   |
| Kosovo                                                                             | 5   |
| Perù                                                                               | 5   |
| Germania                                                                           | 4   |
| Spagna                                                                             | 4   |
| Turchia                                                                            | 4   |
| Repubblica di San Marino                                                           | 4   |
| Ciad                                                                               | 4   |
| Bangladesh                                                                         | 4   |
| Argentina                                                                          | 4   |
| Polonia                                                                            | 3   |
| Eritrea                                                                            | 3   |
| India                                                                              | 3   |
| Thailandia                                                                         | 3   |
| Stati Uniti                                                                        | 3   |
| Irlanda                                                                            | 2   |
| Russia                                                                             | 2   |
| Bielorussia                                                                        | 2   |
| Algeria                                                                            | 2   |
| Libano                                                                             | 2   |
| Venezuela                                                                          | 2   |
| Belgio                                                                             | 1   |
| Danimarca                                                                          | 1   |
| Malta                                                                              | 1   |
| Paesi Bassi                                                                        | 1   |
| Lettonia                                                                           | 1   |
| Repubblica Ceca                                                                    | 1   |
| Norvegia                                                                           | 1   |
| Svizzera                                                                           | 1   |
| Sudan                                                                              | 1   |
| Benin                                                                              | 1   |
| Iraq                                                                               | 1   |
| Colombia                                                                           | 1   |
| Uruguay                                                                            | 1   |

### Lingue e dialetti

#### Detti popolari
- A Samarà a fan ben, ghe da fà. (A Samarate per farne bene, c'è da darsi da fare)
- A Verghéa a fan ben, non ghe manéa. (A Verghera per farne bene, non c'è maniera)

## Cultura
- Ha sede a Samarate (zona Piazza d'Italia) Radio Lupo Solitario, un'emittente radio locale rock.
- Nella chiesa di San Macario si trovano le reliquie di San Macario, santo martire Romano. In quella di Samarate, invece, i resti di San Leone.
- A Verghera si trova il Caffè Teatro, locale storico del cabaret italiano.

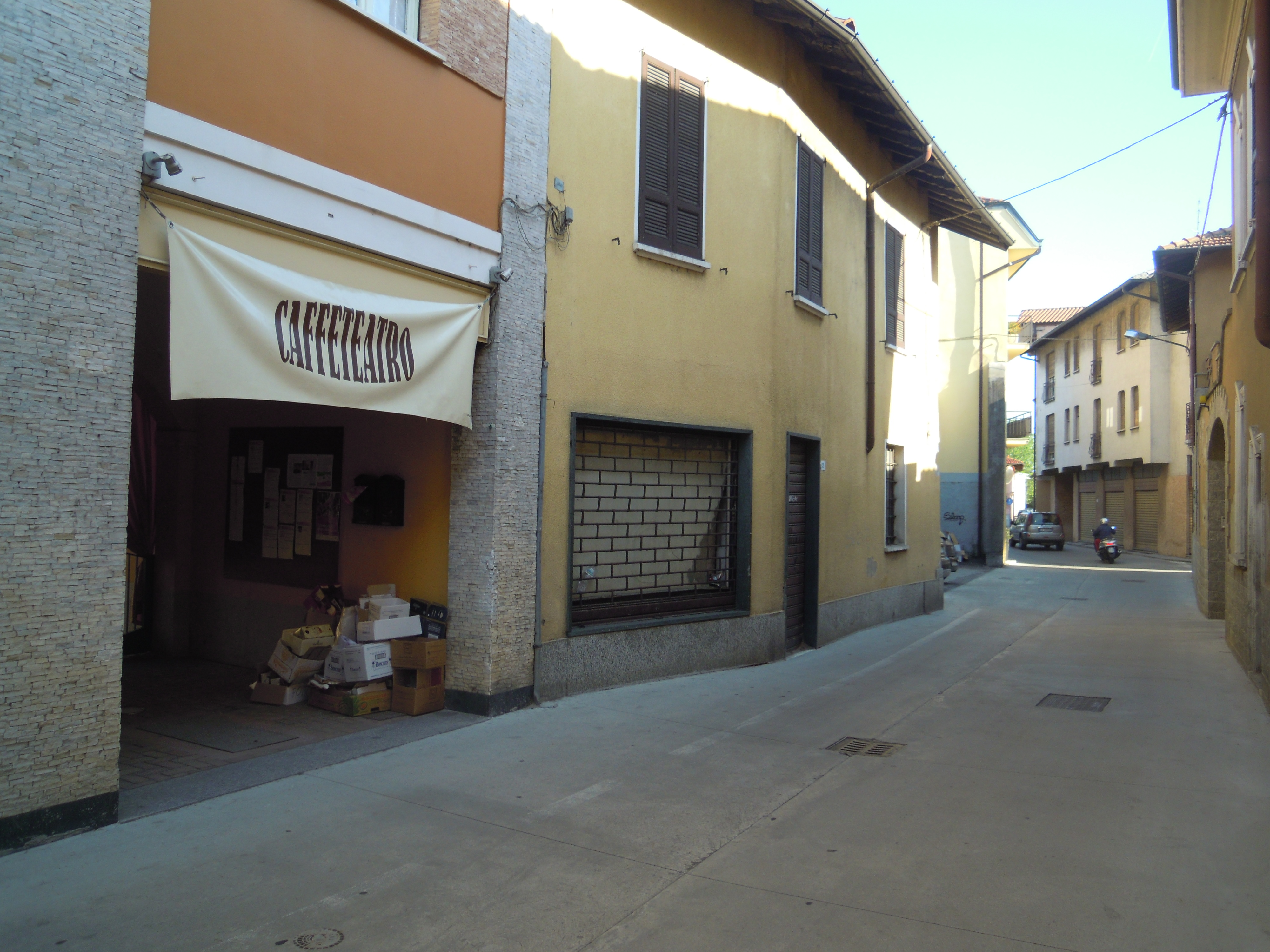
L'entrata del Caffè Teatro

### Eventi
- Dal 2008 al 2011 a San Macario si svolgeva il "Palio delle Contrade", caratterizzato da una serie di giochi di gruppo divisi per età. Ci sono 4 contrade, quella della Piazza, la Via Ferrini (la via principale di San Macario), i 7 Cantoni, nella zona sotto l'amministrazione comunale di Ferno, e la Cascina Sopra. Tuttavia, da alcuni anni si organizza una rievocazione in costumi storici di vecchi mestieri ed abitazioni, durante il giorno della festa della parrocchia, in aprile.
- Nello stadio di San Macario si svolge ogni anno anche la manifestazione musicale SamaRock, che ospita numerosi artisti locali.
- Nel 2010 la parrocchia di San Macario ha festeggiato i 400 anni di esistenza.
- Nel 2010 la Polisportiva Sanmacarese, squadra di calcio dell'oratorio di San Macario, ha vinto il campionato nazionale CSI (Centro Sportivo Italiano).

## Geografia antropica

### Frazioni
- Cascina Costa
- Cascina Elisa
- Cascina Tangitt
- San Macario
- Verghera

## Amministrazione
| Periodo | Periodo   | Primo cittadino    | Partito         | Carica  | Note |
| ------- | --------- | ------------------ | --------------- | ------- | ---- |
| 1993    | 2000      | Renato Chilin      | Lega Lombarda   | Sindaco |      |
| 2000    | 2005      | Ermanno Venco      | centro-destra   | Sindaco |      |
| 2005    | 2010      | Vittorio Solanti   | centro-sinistra | Sindaco |      |
| 2010    | 2019      | Leonardo Tarantino | centro-destra   | Sindaco |      |
| 2019    | In carica | Enrico Puricelli   | centro-destra   | Sindaco |      |

### Gemellaggi
- Yeovil, dal 2001

## Infrastrutture e trasporti
Tra il 1904 e il 1906 Samarate fu capolinea di una filovia per Gallarate.
Fra il 1931 e il 1951 il comune era servito da una diramazione proveniente da Gallarate della tranvia Milano-Gallarate, gestita dalla STIE.

## Sport
Nella città è presente una società calcistica sportiva, l'A.S.D. Samarate, le società pallavolistiche Astra e P.G.S. Excelsior, la A.S.D. Nuova Atletica Samverga con una sezione dedicata al triathlon.